# American (Nutzfahrzeughersteller)
Unter dem Markennamen American gab es mehrere Nutzfahrzeughersteller. 

## American Motor Truck Co
Die American Motor Truck Co. in Lockport, New York produzierte von 1906 bis 1911. Nach der Umbenennung in Findlay Motor Co. produzierte die Firma in Findlay, Ohio von 1911 bis 1912. Im Jahr 1912 gab es noch mal eine Umfirmierung in Ewing-American Motor Co, die bis zur Einstellung der Marke ebenfalls in Findlay produzierte.

## American Motor Truck Co.
Die American Motor Truck Co. in Detroit, Michigan produzierte von 1913 bis 1918 in begrenzter Stückzahl Ein- und 3,5-Tonner.

## American Truck & Tractor Co
In Portland im US-Bundesstaat Connecticut produzierte die American Truck & Tractor Co zwischen 1920 und 1924 2,5- und 5-Tonner mit Kardanantrieb mit Wisconsin-Vierzylindermotoren.